# The WizardWorks Group
The WizardWorks Group Inc. (ou The WizardWorks ou WizardWorks Inc.) est une entreprise qui exerçait son activité dans le domaine du développement de logiciels et de jeux vidéo. L'entreprise était la holding de trois entreprises : MacSoft Games, WizardWorks Software et CompuWorks. En 1996, l'entreprise est rachetée par GT Interactive Software, et ses filiales sont intégrées dans le groupe dans une filiale de GTIS appelée GT Value Products.

## Description
The WizardWorks Group est fondé en 1993. C'est une holding de trois entreprises qui développent et distribuent des logiciels informatiques et des jeux vidéo. Ses filiales sont CompuWorks, spécialisé dans les logiciels bureautique et de gestion, WizardWorks Software, spécialisé dans les jeux vidéo et MacSoft Games, spécialisé dans l'univers du Macintosh (jeu vidéo et logiciel).
Le 25 juin 1996, GT Interactive Software rachète The WizardWorks Group,, les filiales du groupe sont intégrées dans le groupe dans une filiale de GTIS appelée GT Value Products.